# Clar de inimă
Clar de inimă este o antologie de versuri de dragoste a poetului, scriitorului și eseistului român Nichita Stănescu, apărută în 1973 la Editura Junimea.